# Александрова, Татьяна Николаевна
Татья́на Никола́евна Александро́ва (род. 18 июля 1966) — российский учёный в области обогащения золотосодержащих руд, доктор технических наук, Член-корреспондент РАН с 2022 года.

## Биография
Окончила факультет геологоразведки Ленинградского горного института (1984—1991) и его аспирантуру, в 1993 г. защитила кандидатскую диссертацию.
С 2002 г. — старший научный сотрудник Института горного дела ДВО РАН, заведующая лабораторией «Обогащение полезных ископаемых» Института горного дела Дальневосточного отделения Российской академии наук.
В 2008 году защитила докторскую диссертацию:
- Развитие методов оценки и управления эколого-технологическими системами при рудной и россыпной золотодобыче и использовании вторичного сырья в Дальневосточном регионе : диссертация … доктора технических наук : 25.00.36 / Александрова Татьяна Николаевна; [Место защиты: ГОУВПО «Читинский государственный университет»]. — Хабаровск, 2008. — 433 с. : ил.

(учёная степень доктора технических наук присуждена в 2009 г.).
С 2012 года профессор, с 2013 г. по настоящее время — заведующая кафедрой обогащения полезных ископаемых Санкт-Петербургского горного университета. Читает курсы:
- Флотационные методы обогащения
- Химия флотореагентов
- Технология обогащения руд цветных металлов
- Основы обогащения руд

Профессор РАН (с 2015), профессор по специальности «обогащение полезных ископаемых» (с 2018).

## Награды и премии
- Медаль ордена «За заслуги перед Отечеством» II степени (03 октября 2023 года) — за заслуги в научно-педагогической деятельности, подготовке квалифицированных специалистов и многолетнюю добросовестную работу[2]
- Лауреат премии Правительства РФ в области науки и техники для молодых учёных за 2018 год[3].